# Jegor Sergejewitsch Uschakow
Jegor Sergejewitsch Uschakow (russisch Егор Сергеевич Ушаков; * 2. Dezember 2002 in Moskau) ist ein russischer Fußballspieler.

## Karriere

### Verein
Uschakow begann seine Karriere bei Torpedo Moskau. Im Februar 2020 wechselte er zu ZSKA Moskau. Im April 2022 debütierte er gegen Ural Jekaterinburg für die Profis von ZSKA in der Premjer-Liga. Bis zum Ende der Saison 2021/22 kam er zu sieben Einsätzen in der höchsten Spielklasse, in denen er ein Tor erzielte. In der Saison 2022/23 absolvierte er vier Partien im Oberhaus.
Im September 2023 wechselte Uschakow leihweise zum Ligakonkurrenten Krylja Sowetow Samara. Für Samara spielte er aber verletzungsbedingt nur einmal. Daher wurde die Leihe im März 2024 vorzeitig beendet.

### Nationalmannschaft
Zwischen September und November 2019 spielte Uschakow fünfmal für die russische U-18-Auswahl. Im Juni 2021 debütierte er im U-21-Team.